# Sterrengebergte-expeditie

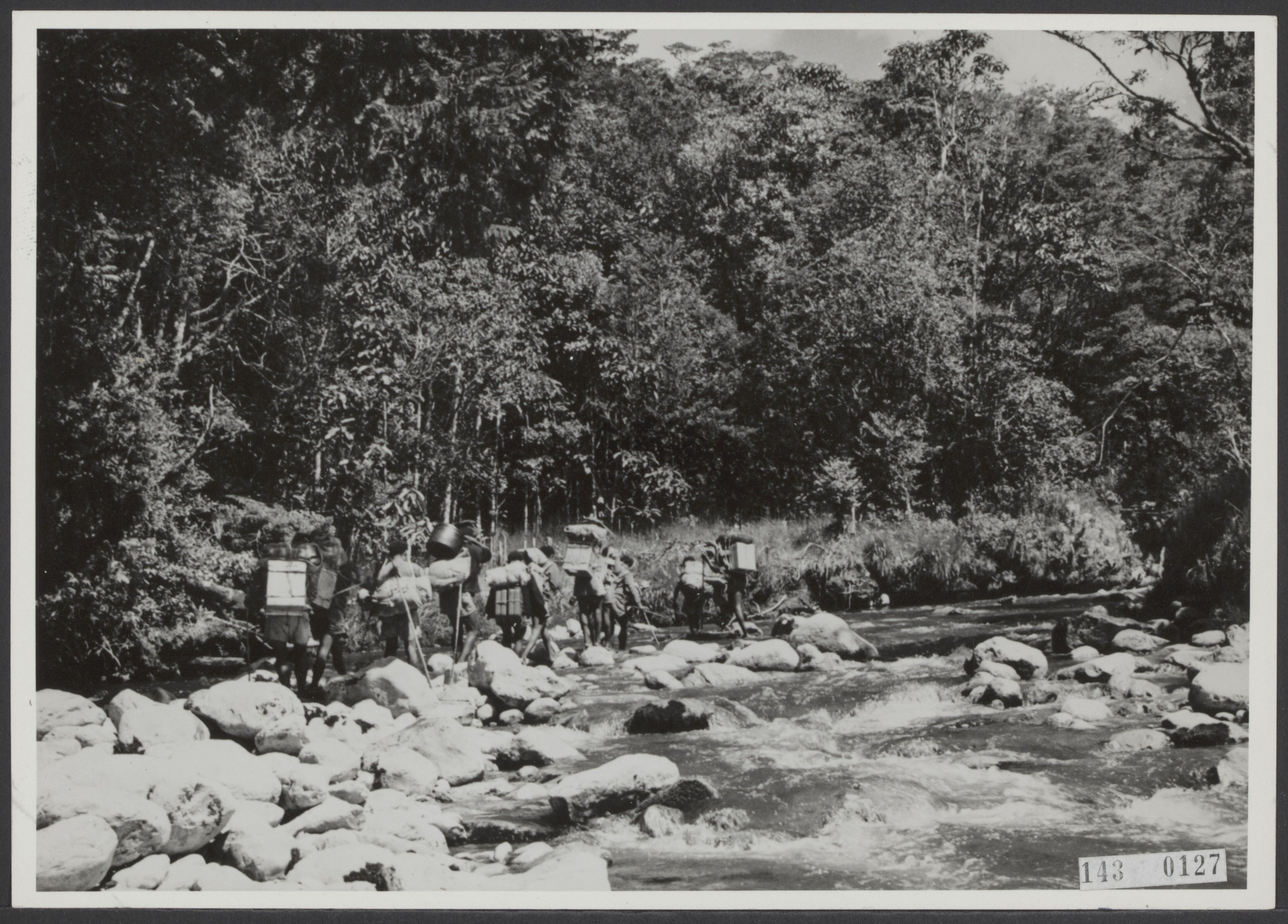
Expeditie naar het Sterrengebergte, de dragerstrein op weg naar het bivak

De Sterrengebergte-expeditie die in 1959 is georganiseerd door de "Stichting Expeditie Nederlands-Nieuw-Guinea" van het Koninklijk Nederlands Aardrijkskundig Genootschap was de laatste grote multidisciplinaire Nederlandse expeditie naar een van de weinige nog onbekende gebieden van Nederlands-Nieuw-Guinea: het Sterrengebergte, een oostelijk deel van het Centrale Bergland dat doorloopt tot over de grens met het toen Australische deel van het eiland, nu Papoea-Nieuw-Guinea. De expeditie naar deze witte vlek op de kaart stond onder de wetenschappelijke leiding van Leo Brongersma, zoöloog en directeur van het Rijksmuseum van Natuurlijke Historie en de technische en logistieke leiding was in handen van Gerard "Klaas" Venema, kapitein-luitenant-ter-zee bij de Marine Luchtvaartdienst. Beiden hebben, apart en gezamenlijk, over de expeditie gepubliceerd, evenals de deelnemer B.O. van Zanten.

## Deelnemers

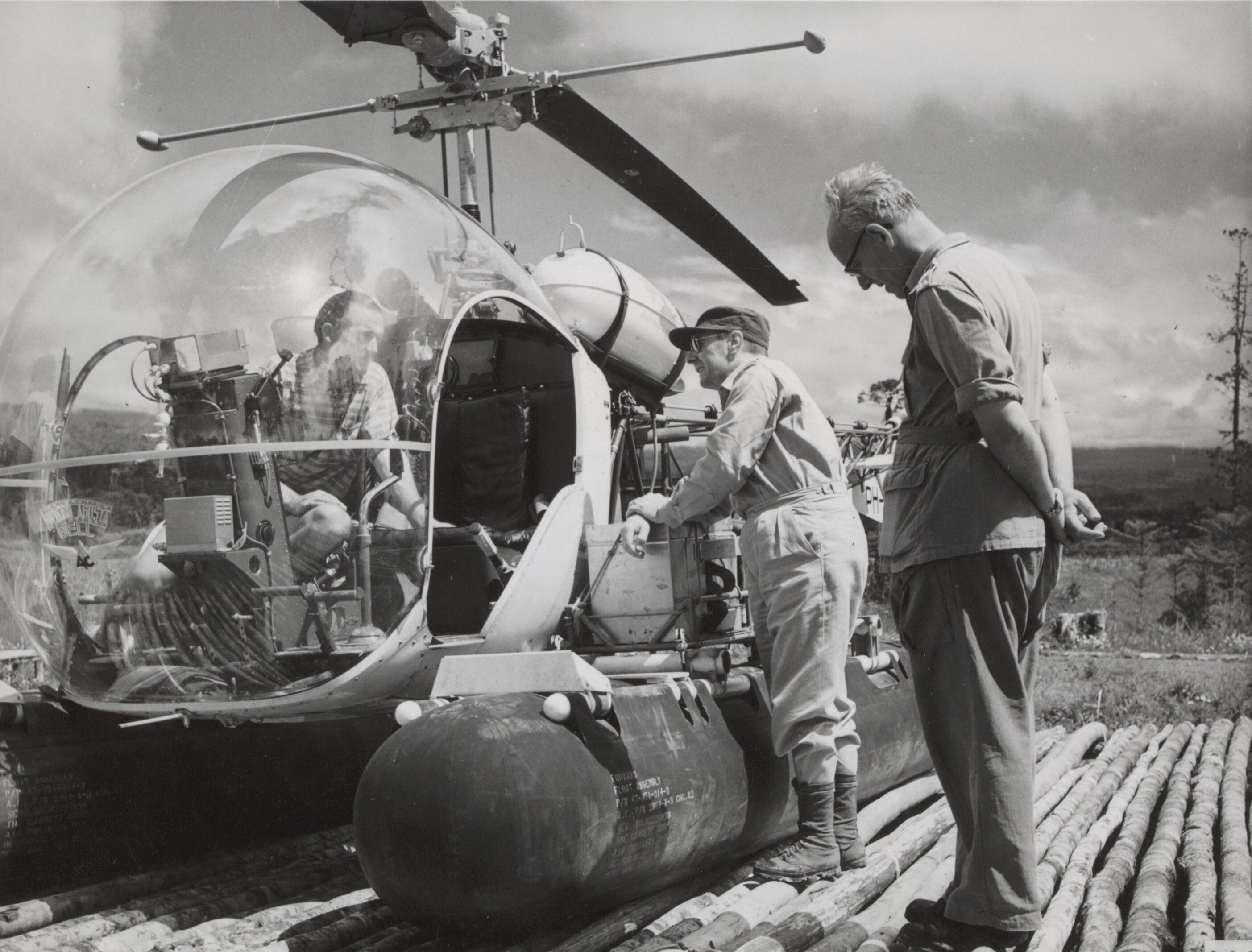
Expeditieleider Leo Brongersma, tweede van rechts bij de helikopter

Behalve Brongersma en Venema namen deel: de geologen Ch.B. Bär, H.J. Cortel, A.E. Escher en Jaap Reynders, fysisch geograaf H.Th. Verstappen, cartograaf F.L.T. van der Weiden, de plantkundigen C. Kalkman en B.O. van Zanten (bryoloog), cultureel antropoloog Jan Pouwer, taalkundige J.C. Anceaux, Luitenant ter Zee/arts Max Tissing, de fysisch antropologen L.E. Nijenhuis (bloedgroepenonderzoeker) en A.G. de Wilde, zoöloog W. Vervoort en de preparateurs C. van Heijningen en J.J. Staats. Op Nieuw Guinea sloot zich nog S.T. Thomas (entomoloog) aan bij de expeditie.
Tijdens de expeditie kwam een inheemse drager om het leven: hij verdronk bij het oversteken van een snelstromende rivier.

## Organisatie
De omstandigheden voor expedities naar het 'hart van Nieuw-Guinea' waren sinds de vooroorlogse expedities naar de 'eeuwige sneeuw' sterk veranderd, maar niet de noodzakelijke randvoorwaarden. Het team kon gebruikmaken van een vliegveld en een aantal landingsplaatsen voor helikopters die tijdens de jarenlange voorbereidingen langs het voorgenomen expeditietraject waren aangelegd. Ontmoetingen met zich vijandig opstellende stammen behoorden tot het verleden. Ook de Dajak-woudlopers uit Borneo en de veroordeelde dwangarbeiders – nu Indonesische staatsburgers die niet meer voor Nederlandse expedities geronseld konden worden - waren door de nieuwe ontwikkelingen overbodig geworden. In plaats van hen gingen met de onderzoekers detachementen Nederlandse mariniers, Papoea politieagenten en een aantal medische verzorgers en plaatselijke bestuursambtenaren mee naar boven. Desondanks dienden zich de expeditieperikelen van weleer onveranderd aan, zoals ziekten, technische mankementen, kleine planningsfouten en soms een dreigend tekort aan voedsel dat gemakkelijk kon worden opgelost door droppings vanuit een vliegtuig. 
De meegenomen ruilmiddelen om aan etnografica te komen waren ook niet echt met hun tijd meegegaan:
Wij hebben als betaalmiddel: kralen, knopen om op de neus te dragen of om aan een halsketting te rijgen, plastic limonaderietjes om door de neus te dragen, veiligheidsspelden als oorhangers, scheermesjes, doosjes lucifers, tabak. Als pasmunt gebruiken wij biscuits en als groot geld messen, kapmessen, bijlen en gekleurde lappen— Brongersma en Venema, p. 84
Een belangrijk onderzoeksgebied was de Antares, de hoogste berg van het Sterrengebergte. De eerste groep vertrok op 15 juni uit het basiskamp om zich via het dal van de Ok Bon een weg te banen door de dichte jungle. De klimgroep vertrok later. Dragers en mariniers volgden om de bivakken in te richten en te bemannen en landingsplaatsen voor de helikopters open te kappen. In de bivakken werden goederen, voedsel en instrumenten die te zwaar waren voor de dragers opgeslagen. Op 5 juli beklommen Escher en Verstappen de oostelijke top en een dag later de 3650 meter hoge westelijke top van de Antares. De wetenschappelijke staf ging in dit gebied aan het werk. Alle onderzoeksterreinen kwamen weer aan bod. Ze bleven hier ongeveer een maand en hadden contact met het basiskamp via een radiozender.
De resultaten van het onderzoek zouden in 1964 gepubliceerd worden in het tijdschrift Nova Guinea, Vol 16. Iedere deelnemer aan de expeditie zou contact onderhouden met een krant.

## Wetenschappelijk onderzoek
Cultureel en fysisch antropologisch onderzoek werd gedaan bij de bewoners van de vallei van de Sibil, een rivier die ver in het noorden uitstroomt in de Digul, en in de noordelijker gelegen nederzettingen van de bergbewoners. Zo werd bijvoorbeeld bij de bewoners schedelmetingen gedaan en is bloed afgenomen voor onderzoek naar hun oorsprong en eventuele raciale vermenging. De uitkomsten van het onderzoek werden gepubliceerd in wetenschappelijke tijdschriften en, populair weergegeven, in een door Brongersma en Venema geschreven verslag van de hele tocht in een publieksboek. De verzamelde etnografische objecten werden ondergebracht bij het Rijksmuseum voor Volkenkunde in Leiden, waar ze onderzocht en gepubliceerd werden door Simon Kooyman, de conservator van de Oceanische collecties.

## Julianatop

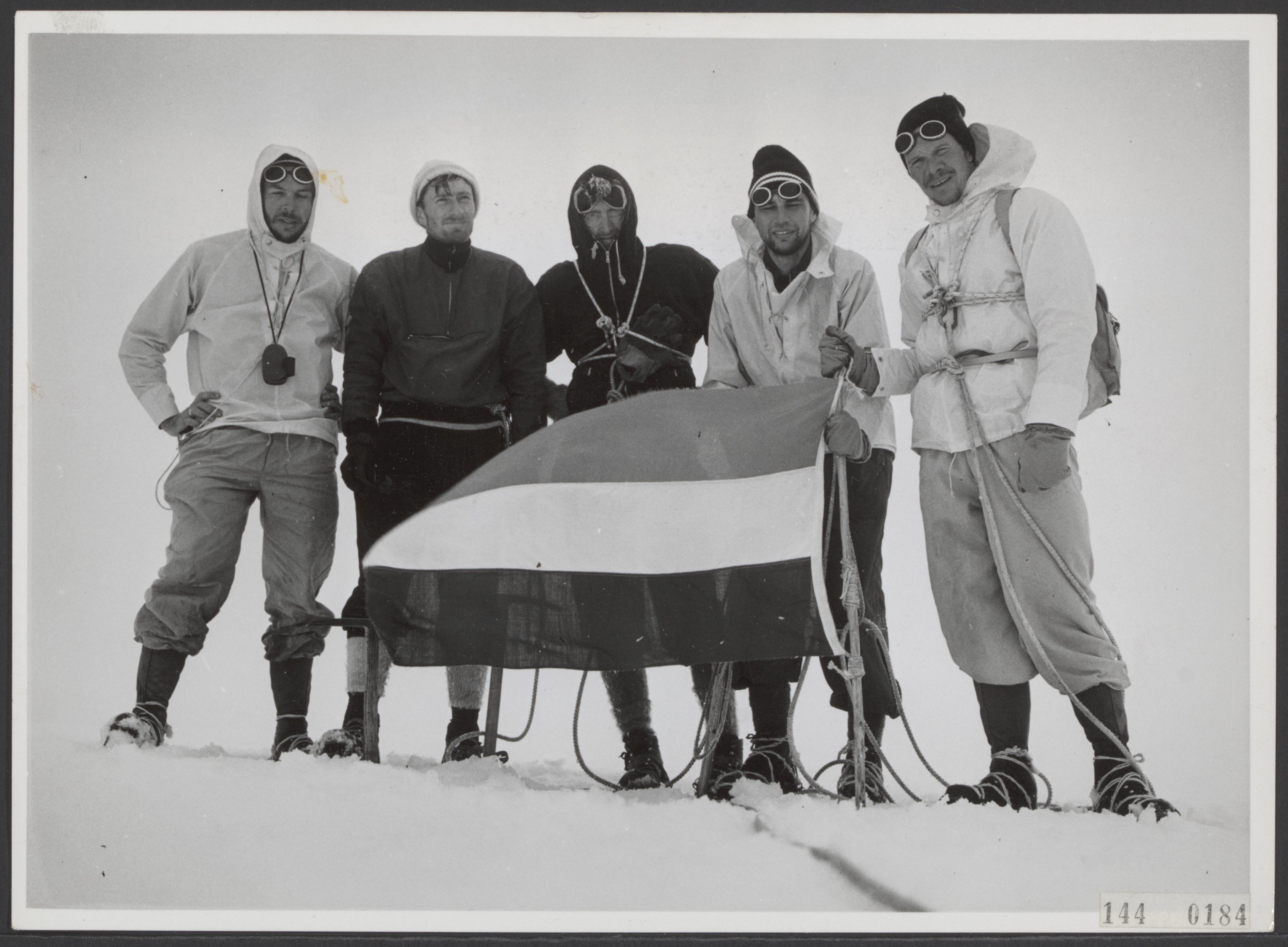
Bereiken van de Julianatop. : Ter Laag, Escher, Verstappen, Tissing en De Wijn

Ongeveer vijftig kilometer ten westen van het basiskamp in het hooggebergte lag de nog nooit verkende Julianatop, een van de hoogste bergen in Nederlands-Nieuw-Guinea. Hoewel het oorspronkelijk niet de bedoeling was deze berg te beklimmen, werd nu de verleiding erg sterk. Maar er waren geen uitrustingen meegenomen om de met sneeuw bedekte hellingen en piek te beklimmen. Na aanvraag in Nederland werden al na vier dagen complete uitrustingen gedropt, waardoor de ervaren alpinisten Escher en Verstappen naar boven konden. Ze werden vergezeld door een cameraman, een arts en een legersergeant. Ondanks de mist, harde wind en sneeuwvlagen werd de berg beklommen, wat ook weer wetenschappelijke gegevens opleverde.

## Cornelis Verolme
Toen de expeditie op enig moment dreigde te mislukken door aanhoudende tegenslagen en geldgebrek, verzekerde scheepsbouwer Cornelis Verolme de voortgang van de tocht door een financiële injectie van 200.000 gulden.